# Церковь Святого Григория Просветителя (Хартум)
Це́рковь Свято́го Григо́рия Просвети́теля (арм. Սուրբ Գրիգոր Լուսավորիչ եկեղեցի) — храм Армянской Апостольской церкви в столице Судана Хартуме.

## История
В Судане живёт около 1 тысячи армян. В основном они поселились в столице — Хартуме. Практически все эти армяне —- потомки беженцев из Западной Армении, жертв Геноцида армян. Церковь была основана в XX веке. На сегодняшний день церковь Сурб Григор Лусаворич является действующей.